# Villano de las Encartaciones
Villano de Encartaciones ist eine Hunderasse aus Las Encartaciones (Bizkaia, Baskenland).

## Beschreibung
Der meist rötlichgraue Hund wurde von Bauern zum Fangen von Rindern in den Bergen genutzt.

## Schutz
Die Rasse wird von der FAO als spanische Rasse geführt. Der Bestand der Rasse wird 2005 mit 100–1000 Tieren angegeben und als stabil eingeschätzt. Dennoch gilt die Rasse als gefährdet.